# Rune Nordengen
Rune Nordengen (Oslo, 12 maggio 1974) è un ex calciatore norvegese, di ruolo centrocampista.

## Carriera

### Club
Nordengen vestì la maglia del Lillestrøm tra il 1994 e il 1995. Esordì nella Tippeligaen con questa casacca, in data 16 maggio 1994: subentrò a Tom Gulbrandsen nel successo casalingo per 3-0 sul Sogndal. Passò poi al Lyn Oslo, formazione militante nella 1. divisjon, per cui debuttò il 29 aprile 1996, schierato titolare nel pareggio a reti inviolate contro il Jevnaker. Nella stessa stagione, il club centrò la promozione nella Tippeligaen. Si ritirò al termine del campionato 1997.

### Nazionale
Partecipò al campionato mondiale Under-20 1993 con la Nazionale di categoria.